# Botos
Botos (oficialmente, San Xoán de Botos) es una parroquia del ayuntamiento de Lalín, en la provincia de Pontevedra, comunidad autónoma de Galicia, España

## Datos básicos
- Tiene una población de 524 habitantes.
- Cuenta con una extensión de 5,8 kilómetros cuadrados.
- Se encuentra a 540 metros sobre el nivel del mar.

## Lugares
- Ateán
- Barreiro
- Baxán
- Botos
- Bouza (A Bouza)[1]
- Estación (A Estación)[1]
- Fontao
- Olmos
- Padrón
- Porto (O Porto)[1]
- Reguengo
- Ribeira (A Ribeira)[1]
- Sestelo
- Somoza
- Vilamaior
- Vilar.